# Anne Stanley

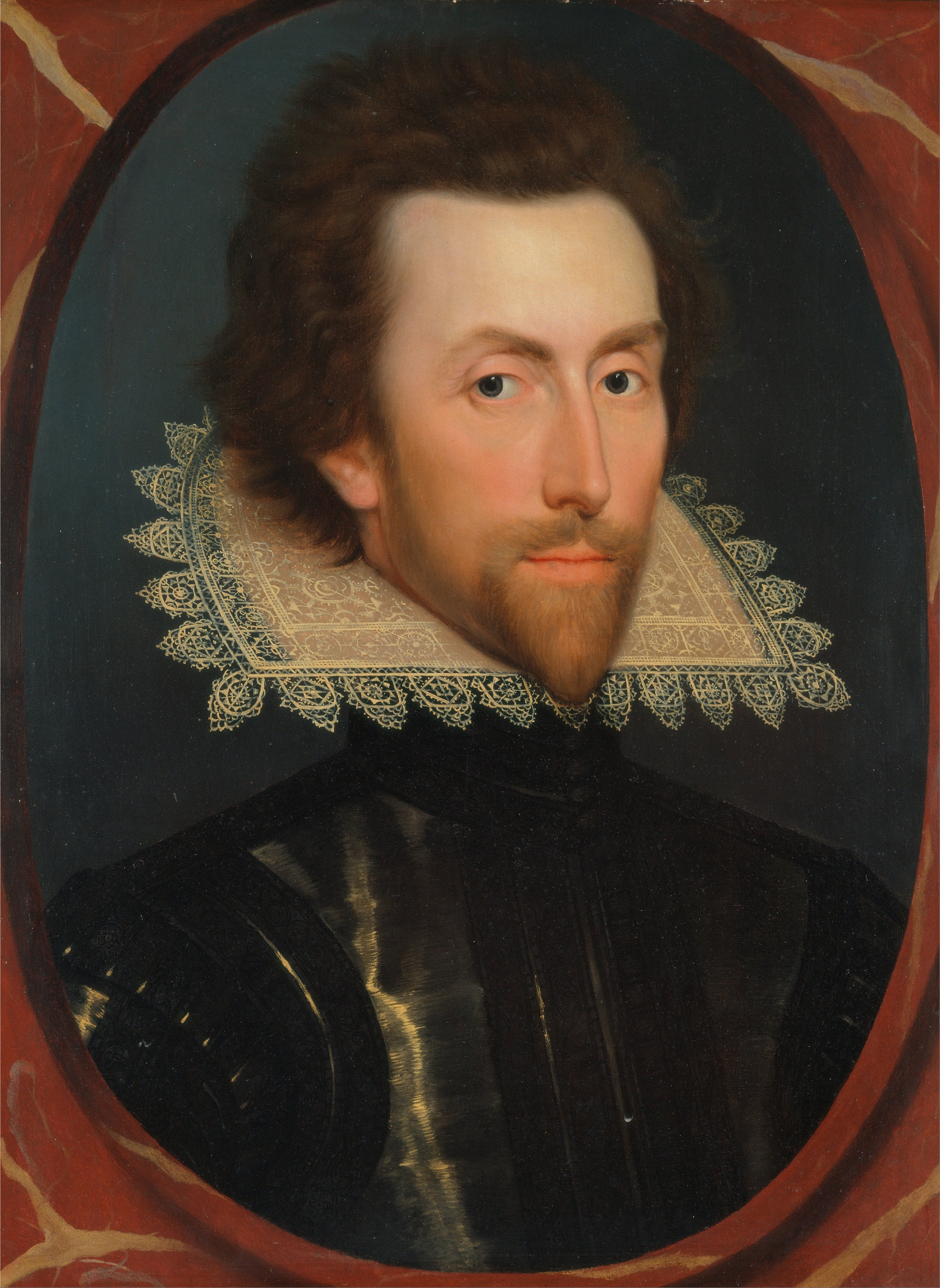
Grey Brydges, barón Chandos, primer marido de Anne Stanley.

Anne Stanley (Harefield, mayo de 1580-Londres, 8 de agosto de 1647) era la hija mayor del conde de Derby y, a través de sus dos matrimonios, primero se convirtió en baronesa Chandos y luego en condesa de Castlehaven. Era pariente lejana de Isabel I de Inglaterra y durante algún tiempo fue vista como una posible heredera del trono inglés.
En 1630, su segundo esposo, el conde de Castlehaven, fue arrestado y acusado de ser cómplice de su violación por un criado. También fue acusado de sodomía. Lord Castlehaven fue declarado culpable y condenado a muerte.
El testimonio de Anne en contra de su esposo, fue crucial para asegurar su condena y sentar el precedente de que una esposa podría dar evidencia contra su esposo. Después del juicio, Anne Stanley vivió una vida muy aislada; su reputación había sido severamente dañada por el escándalo.

## Infancia y familia
La condesa era la mayor de tres hijas. Cuando Ferdinando Stanley murió, heredaron su considerable fortuna. El título Conde de Derby, fue para su hermano menor William.
Para Anne y sus hermanas, Frances y Elizabeth, se buscaban maridos prestigiosos. Frances se casó con John Egerton, quien se convirtió en el primer conde de Bridgewater; Elizabeth se casó con Henry Hastings, quinto conde de Huntingdon.

### Primer matrimonio e hijos
Había planes para que Anne se casara con un hijo del zar de Muscovy. Este matrimonio no se produjo, y en 1607 se casó con el muy rico Gray Brydges, el quinto barón Chandos de Sudeley, conocido como el Rey de los Cotswolds. Ella vivía con él con gran estilo en el castillo de Sudeley. Tenían al menos cinco hijos. La condesa viuda de Derby y sus tres hijas, tuvieron acceso a una extensa red de personas muy influyentes, incluida la corte real. La condesa viuda y su hija Elizabeth, condesa de Huntingdon, fueron políticamente activas y promovieron los intereses de su familia a través de esa red. Las cuatro mujeres de Stanley estaban interesadas en el drama y la poesía, y apoyaban a grupos de teatro, escritores y poetas, incluidos Edmund Spenser, John Donne y John Milton. Anne Stanley y su esposo, Gray Brydges, tuvieron los siguientes hijos:
- Robert Brydges: Fallecido el 20 de junio de 1610.
- Anne Brydges: Se cree que nació en 1612 y se casó con un caballero descrito como el Sr. Torteson. Pocos datos sobre su vida, pero muchas genealogías más antiguas la muestran.
- Elizabeth Brydges (1619–marzo de 1678): Se casó con su hermanastro James Tuchet, III conde de Castlehaven.
- George Brydges: Sexto barón Chandos de Sudeley, 9 de agosto de 1620-febrero de 1654/55.
- William Brydges: Séptimo barón Chandos de Sudeley, circa 1620-agosto de 1676.

### Matrimonio con el conde de Castlehaven
En 1621 murió el esposo de Anne Stanley, el barón Chandos. Tres años más tarde se casó con el viudo Mervyn Tuchet, II conde de Castlehaven (1593-1631). Este matrimonio fue controvertido. El título Conde de Castlehaven solo había sido otorgado a la familia Tuchet en 1616. Además, era un título en la nobleza irlandesa y, por lo tanto, la antigua aristocracia inglesa lo consideraba inferior. Lord Castlehaven también era más de diez años más joven que su nueva esposa, había demostrado previamente albergar simpatías católicas y, en general, no se comportaba de la manera esperada de un noble. Se creía que Anne Stanley, que estaba relacionada con las familias nobles más importantes y antiguas de Inglaterra, se había casado con alguien por debajo de ella. Sin embargo, Lord Castlehaven era rico y Anne Stanley fue descrita por su madre como una derrochadora. El conde y la condesa de Castlehaven vivían principalmente en Fonthill Gifford, la sede de los Tuchets en el sur de Inglaterra. Algún tiempo después de su matrimonio, la hija mayor de Anne Stanley, Elizabeth Brydges, se casó con James, el hijo mayor de Lord Castlehaven (1612-1684), que utilizó el título de cortesía Lord Audley. Elizabeth tenía probablemente doce años en ese momento. No era inusual que un hermanastro y una hermanastra se casaran, como una forma de asegurar que la riqueza permaneciera dentro de la familia. El matrimonio no fue un éxito y Lord Audley dejó Fonthill Gifford mientras su esposa Elizabeth continuaba viviendo allí.

## Acusaciones

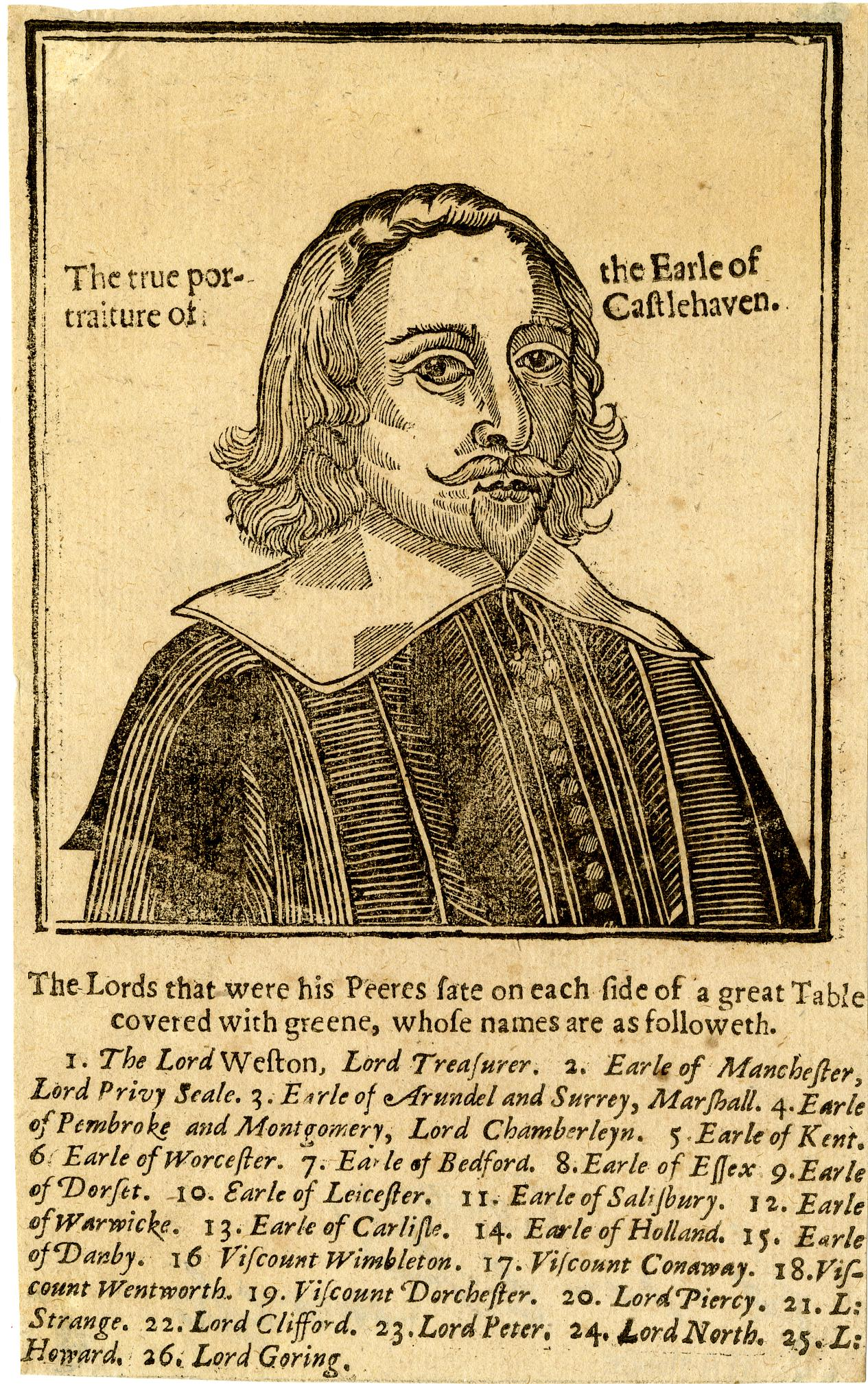
Mervyn Tuchet, segundo conde de Castlehaven (1593-1631)

En el siglo XVII, la violación y la sodomía se consideraban crímenes graves y moralmente reprensibles; Eran delitos capitales, pero el enjuiciamiento y las condenas eran poco frecuentes. Ciertamente, era inusual que un compañero fuera procesado por violación o sodomía. El enjuiciamiento por violación se produjo principalmente si también se había cometido otro delito, o si la violación se consideraba una violación flagrante del orden social. La violación dentro del matrimonio no fue reconocida por la ley. El cargo de violación contra Lord Castlehaven, se relacionaba con su complicidad en la violación de Anne Stanley por Giles Broadway. En el caso de las personas de alto rango, el cargo de sodomía generalmente se agregaba a cargos como conspiración o corrupción, y servía principalmente para generar dudas sobre el carácter moral del acusado. El juicio de Lord Castlehaven fue notable porque los jueces dictaminaron explícitamente que una mujer podía testificar contra su esposo en un proceso penal, especialmente si era una víctima. Esto no había sido previamente claro bajo la ley inglesa y sentó un precedente importante. En respuesta a una pregunta de Lord Castlehaven sobre si legalmente podría llamarse violación si la víctima era una mujer de moral débil, los jueces respondieron que la reputación de la mujer no importaba. También dictaminaron que era irrelevante que la propia Anne Stanley nunca hubiera hablado sobre la violación de Broadway. 
El juicio de Lord Castlehaven comenzó el 25 de abril de 1631 y duró solo un día. El jurado estaba formado por 27 hombres de la nobleza. De estos, al menos diez tenían vínculos estrechos con la familia Stanley. No hay duda de que la influyente madre y hermanas de Anne hicieron esfuerzos para influir en el caso a su favor. Anne Stanley y su hija Elizabeth Audley, no comparecieron en la corte. Era impensable que una mujer noble hablara públicamente sobre asuntos sexuales. Sus declaraciones fueron leídas. Los fiscales enfatizaron el hecho de que el comportamiento de Lord Castlehaven, era inmoral e indigno de un noble. El 26 de abril, el jurado encontró por unanimidad a Lord Castlehaven culpable de violación, y la mayoría también lo encontró culpable de sodomía. Fue sentenciado a muerte.

## Después del juicio
Después de la ejecución de su esposo, Anne Stanley se retiró de la vida pública. Ella siempre mantuvo que ella era inocente. Sin embargo, ya durante el juicio se habían publicado folletos que cuestionaban su inocencia, o incluso la identificaban como la malvada mente maestra detrás de los eventos en Fonthill Gifford. La hermana de Lord Castlehaven, la poeta y profetisa protestante Eleanor Davies Touchet, escribió varios de estos folletos. El hecho de que tanto Lord Castlehaven como Giles Broadway la hubieran retratado como inmoral y malvada minutos antes de ser ejecutados, dañó aún más su reputación. En los años posteriores al juicio, Anne vivió con su madre, la condesa viuda de Derby, que logró obtener un perdón formal del rey por la "inmoralidad y libertinaje sexual" de Anne Stanley. Era común en ese momento otorgar perdones cuando las personas habían transgredido contra su voluntad. Las posesiones del conde de Castlehaven fueron confiscadas por la corona después de su muerte. Anne Stanley dependía económicamente de los ingresos que aún recibía de la herencia de su primer marido y del apoyo de su madre y sus cuñados. Después de la muerte de su madre en 1637, se mudó a Heydons House en Harefield, donde murió en 1647. 

## Posible heredera al trono
Anne Stanley era la hija de Ferdinand Stanley, quinto conde de Derby (1559-1594) y Alice Spencer (1556-1637). Los condes de Derby estaban entre las familias nobles más influyentes y prominentes de Inglaterra. Ferdinando Stanley era bisnieto de Mary Tudor, la hermana menor del rey Enrique VIII. Enrique VIII había estipulado en su testamento, que en la línea de sucesión, los descendientes de María seguirían inmediatamente después de sus propios hijos. Al hacerlo, excluyó a los reyes de Escocia, descendientes de su hermana mayor, Margarita. Para 1580, era obvio que la reina Isabel I no tendría hijos, y esto centró la atención en el conde de Derby como un posible futuro rey. Después de su muerte en 1594, la opinión sobre el asunto de la sucesión comenzó a favorecer al rey James VI de Escocia, quien en 1603 sucedió a Isabel I. Sin embargo, algunos creían que esta sucesión era contraria a la voluntad de Enrique, y por lo tanto ilegal. La propia Anne Stanley nunca reclamó el trono.

## Legado
Se asume ampliamente, que la máscara Comus de John Milton, se refiere al escándalo de Castlehaven. Este trabajo describe el triunfo de la castidad sobre el libertinaje; fue escrito por Milton en 1634 para el conde de Bridgewater, que estaba casado con la hermana de Anne Stanley, Frances. El juicio de Lord Castlehaven siguió siendo notorio hasta bien entrado el siglo XVIII. En el siglo XVII a menudo se presentaba en un contexto anticatólico o antimonárquico. En el siglo XVIII fue citado como un ejemplo de comportamiento inmoral por la aristocracia. Después de aproximadamente 1750, el caso quedó en gran parte olvidado, aunque los historiadores legales lo conocían. En el siglo XXI, el asunto de Castlehaven ha sido redescubierto, especialmente por académicos en el campo de los estudios LGTB y de género. Ahora se considera un hito importante en el desarrollo de la relación entre el estado y la sexualidad, y un paso en el reconocimiento de la posición de la mujer ante la ley.